# Río Omogo
El Omogo (面河川 Omogo-gawa?), es un río que atraviesa la prefectura de Ehime. 

## Características
Corresponde al curso superior del río Niyodo. 
Nace en el monte Ishizuchi a una altitud de 1982 m, cerca de la Cascada de Goraiko (御来光の滝 Goraikō-no-taki?). Tras atravesar el Valle de Omogo (面河渓 Omogo-kei?), famosa por su paisaje otoñal, confluye con el río Kuma (久万川 Kuma-gawa?) que nace en el Paso de Misaka (línea divisoria de las cuencas del mar Interior de Seto y del océano Pacífico) y pasa a llamarse río Niyodo. El punto de confluencia es conocido como Mimido (御三戸?) y está localizado en lo que fue la Villa de Mikawa (en la actualidad es parte del Pueblo de Kumakogen). Corre por un profundo cañón que atraviesa la Cadena Montañosa de Shikoku en dirección hacia el sur.
En el Pueblo de Kumakogen se construyó la Represa Omogo 3° (面河第三ダム Omogo Daisan-damu?).
La Ruta Nacional 33 corre en forma paralela en algunos tramos.
- Datos: Q6115482
- Multimedia: Omogo River / Q6115482